# Фирсов, Алексей Сергеевич
Алексей Сергеевич Фирсов (бел. Аляксей Сяргеевіч Фірсаў; род. 7 февраля 2002, Драчково, Минская область) — белорусский футболист, защитник клуба «Сморгонь».

## Карьера

### «Днепр-Могилёв»
Воспитанник футбольной академии минского «Динамо». В 2019 году футболист начал выступать за дублирующий состав минского клуба. В сезоне 2021 года футболист несколько раз попадал в заявку основной команды клуба, однако оставался на скамейке запасных. В марте 2022 года футболист на правах арендного соглашения присоединился к могилёвскому «Днепру», соглашение с которым рассчитано до конца сезона. Дебютировал за клуб футболист 13 марта 2022 года в ответном четвертьфинальном матче Кубка Беларуси против гродненского «Немана», выйдя на поле в стартовом составе. Дебютный матч в чемпионате сыграл 20 марта 2022 года против бобруйской «Белшины», выйдя на поле в стартовом составе. По итогу сезона футболист вместе с клубом завершил чемпионат на итоговом последнем месте. По окончании срока арендного соглашения покинул клуб.

### «Динамо-Брест»
В январе 2023 года футболист на правах арендного соглашения присоединился к брестскому «Динамо», соглашение с которым рассчитано до конца сезона. Дебютировал за клуб футболист 18 марта 2023 года в матче против жодинского «Торпедо-БелАЗ», выйдя на поле в стартовом составе. Футболист сразу же смог закрепиться в основной команде клуба, став одним из основных игроков, однако в мае 2023 года футболист стал чаще оставаться на скамейке запасных. Также футболист за первую половину чемпионата результативными действиями за брестский клуб так и не смог отличиться. В июле 2023 года брестское «Динамо» досрочно прервало арендное соглашения с футболистом.

### «Нафтан»
В июле 2023 года появилась информация, что футболист станет игроком новополоцкого «Нафтана». В скором времени футболист официально присоединился к новополоцкому клубу на правах арендного соглашения, которое рассчитано до конца сезона. Дебютировал за клуб футболист 22 июля 2023 года в матче Кубка Беларуси против долбизновской «Нивы», выйдя на поле в стартовом составе, также отличившись своей дебютной голевой передачей. Первый матч в чемпионате футболист сыграл 12 августа 2023 года против «Гомеля», выйдя на замену на 81 минуте. По итогу сезона футболист вместе с клубом завершил чемпионат на итоговом двенадцатом месте. На протяжении сезона футболист выступал за клуб в роли игрока замены, отличившись своей единственной голевой передачей. По окончании срока арендного соглашения футболист покинул новополоцкий клуб. 

### «Барановичи»
В начале 2024 года футболист получил статус свободного агента, покинув минское «Динамо». В феврале 2024 года футболист на правах свободного агента присоединился к «Барановичам», подписав контракт до конца сезона. Дебютировал за клуб футболист  7 апреля 2024 года в матче против борисовского БАТЭ-2, выйдя на поле в стартовом составе. В июле 2024 года футболист стал капитаном барановичского клуба. Первым результативным действием за клуб футболист отличился 18 октября 2024 года в матче против долбизновской «Нивы», отдав голевую передачу. Дебютным забитым голом за клуб футболист отличился 27 октября 2024 года в матче против витебского «Макслайна». По итогу сезона футболист вместе с клубом завершил чемпионат на итоговом тринадцатом месте. На протяжении сезона футболист выступал за клуб в роли одного из ключевых игроков, отличившись забитым голом и голевой передачей. В ноябре 2024 года футболист покинул клуб.

### «Сморгонь»
В январе 2025 футболист проходил просмотр в «Сморгони» и в скором времени официально присоединился к клубу, с которым подписал контракт до конца сезона. Дебютировал за клуб футболист 16 марта 2025 года в матче против минского «Динамо», выйдя на поле в стартовом составе. Дебютным забитым голом за клуб футболист отличился 15 июня 2025 года в матче против «Витебска».

## Международная карьера
В сентябре 2018 года футболист получил вызов в юношескую сборную Беларуси до 17 лет. Дебютировал за сборную футболист 21 сентября 2018 года в товарищеском матче против сборной Армении. В июле 2019 года футболист получил вызов в юношескую сборную Беларуси до 19 лет. В октябре 2019 года футболист в составе сборной принимал участие в квалификационных матчах юношеского чемпионата Европы. Дебютировал за молодёжную сборную Беларуси футболист 21 сентября 2022 года против молодёжной сборной России.